# Araneomorphae
Araneomorphae é uma infra-ordem da classe Arachnida, onde são classificadas a maioria das aranhas comuns e as mais peçonhentas. O grupo distingue-se da sub-ordem Mygalomorphae, que inclui as tarântulas, pelas quelíceras labdognatas (que apontam diagonalmente para fora).

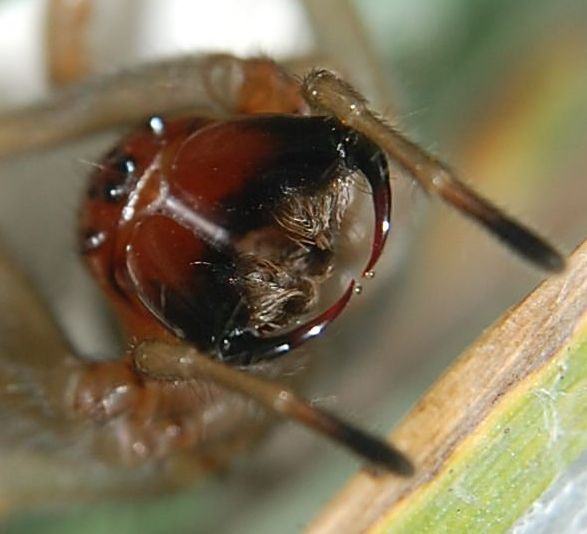
Cheiracanthium punctorium, aranha araneomorfa onde é possível observar as quelíceras apontadas uma para a outra.
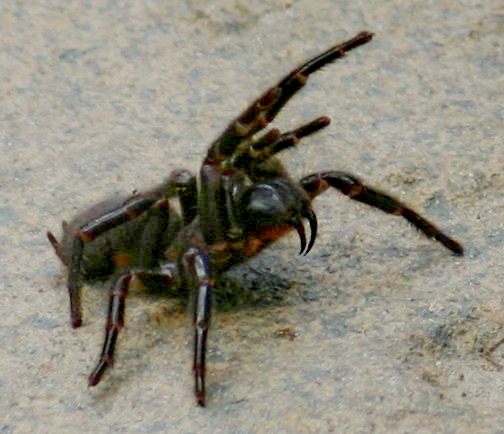
Em comparação, as quelíceras da aranha migalomorfa, como Atrax robustus, são apontadas para baixo.

## Famílias
| - Agelenidae - Amaurobiidae - Anyphaenidae - Araneidae - Caponiidae - Clubionidae - Corinnidae - Ctenidae - Cybaeidae - Deinopidae - Desidae - Dictynidae - Diguetidae - Dysderidae - Eresidae - Filistatidae - Fonteferreidae - Gnaphosidae |  | - Hahniidae - Hersiliidae - Hypochilidae - Leptonetidae - Linyphiidae - Liocranidae - Lycosidae - Mimetidae - Miturgidae - Nephilidae - Nesticidae - Oecobiidae - Oonopidae - Oxyopidae - Palpimanidae - Philodromidae - Pholcidae - Pisauridae |  | - Plectreuridae - Salticidae - Scytodidae - Segestriidae - Selenopidae - Sicariidae - Sparassidae - Tengellidae - Tetragnathidae - Theridiidae - Thomisidae - Titanoecidae - Uloboridae - Zodariidae - Zorocratidae - Zoropsidae |